# نبرد بیبراکته
نبرد بیبراکته جنگی بود که هلوتی‌ها و شش لژیون رومی به فرماندهی گایوس جولیوس سزار درگرفت. این دومین نبرد بزرگ جنگ‌های گالی بود.
کنفدراسیون قبایل گالی هلوتی، مهاجرت کامل مردمان خود را در مارس ۵۸ قبل از میلاد آغاز کرده بودند. این امر که رومیان را نگران می‌کرد باعث آغاز جنگ‌های گالی شد.
ژولیوس سزار فرماندار گال ترنسالپین بود و در زمان نبرد بین ۲۴۰۰۰ تا ۳۰۰۰۰ سرباز لژیون و تعدادی نیروی کمکی داشت که بسیاری از آنها خود مردمان گال بودند. او به سمت شمال به سمت سون (رودخانه) حرکت کرد، جایی که راههلوتی‌ها را سد نمود تا باعث عدم پیشروی بیشتر آنان شود. حدود سه چهارم گال‌ها از رودخانه عبور کرده بودند، اما سزلر کسانی را که نرفته بودند، سلاخی کرد. سپس توانست در عرض یک روز با استفاده از یک پل شناور از رودخانه عبور کند.
بعد از عبور از رودخانه او هلوتی‌ها را دنبال کرد، اما از نبرد جدی خودداری کرد و منتظر شرایط ایده‌آل بود. در این حین مذاکرات آغاز شد، اما شرایط سزار سخت بود (احتمالاً از روی عمد، زیرا سزار ممکن است از آن به عنوان یک تاکتیک تأخیر استفاده کرده باشد). تدارکات سزار در حدود ۲۰ ژوئن کم شد و او مجبور شد به سمت قلمرو متحدین در بیبراکته سفر کند، زیرا در حالی که ارتش او به راحتی از رودخانه عبور کرده بود، قطار تدارکاتی او از این کار عاجز بود. بیبراکته تقریباً ۱۸ مایل دورتر از اردوگاه آنها بود تا تدارکاتی را که متحدانش، یعنی قبایل آدوی (Aedui)، وعده داده بودند، اخذ کند، که هلوتی‌ها از سرزمین‌های آنها عبور می‌کردند. دامنوریکس، یکی از فرماندهان آدویی که مخالف رومیان بود از رسیدن تدارکات به ارتش سزار جلوگیری می‌کرد. هلوتی‌ها از این لحظه برای حمله به عقبه سپاه سزار استفاده کردندو جنگ درگرفت.